# Нольте, Уве
Уве Нольте – немецкий поэт, художник и музыкант, лидер неофолк-дуэта Orplid.  

## Биография
Уве Нольте родился в Мерзебурге, позднее переехал в Халле, где проживает по сей день. По семейной легенде, одним из предков по материнской линии является Мартин Лютер.
В молодости был близок к местному движению панков и металлистов, одновременно вдохновляясь такими деятелями немецкой культуры и мысли, как Якоб Бёме, Йозеф фон Айхендорф, Фридрих Гёльдерлин и Фридрих Ницше.
По образованию ветеринар, одно из главных хобби – аквариумистика. Трёхлетнюю армейскую службу проходил в пограничных войсках ГДР, был проводником служебно-розыскной собаки. В 1987 г. Нольте стал чемпионом округа по военному многоборью.

## Музыка
Первым творческим коллективом Нольте стал индастриал-проект Rückgrat (Позвоночник). Известность приходит вместе с созданием группы Orplid, заложившей традиции современного немецкого неофолка, в которой Нольте становится идейным вдохновителем, вокалистом и автором текстов. Название проекта взято из поэмы Эдуарда Мёрике «Песнь Вейлы», где Орплид – сказочная обетованная земля. Наряду с коллективами Death in June, Sol Invictus, Fire +Ice, Empyrium, Forseti, Sonne Hagal, Hekate Orplid считается критиками одним из главных представителей жанра неофолк. Помимо Orplid, Нольте также является участником ряда коллективов: Sonnentau, Barditus.

## Лирика
Лирика Уве Нольте сосредоточена вокруг тем Отечества, родной природы, германской мифологии, что находит отражение в дебютной пластинке Orplid 1998 года под одноименным названием. Характерным отличием Нольте-поэта от немецких коллег по жанру является интерес к античному наследию, проявленный в альбомах "Nächtliche Jünger" (Ученики в ночи) и "Sterbender Satyr" (Умирающий Сатир). Традицию воспевания Античности Нольте наследует у Фридриха Гёльдерлина, которого считает своим духовным братом. Нольте называет своей творческой задачей продолжение мифологической традиции через искусство поэзии, обогащенное современным музыкальным звучанием. Жизненное кредо Уве Нольте выражает формулой из трех L: Leben, Licht und Liebe (жизнь, свет, любовь). Помимо Гёльдерлина, в литературе Нольте отдает предпочтение романтикам Новалису и Айхендорфу, авторам XX века Герману Гессе и Эрнсту Юнгеру, а также своему современнику Рольфу Шиллингу.

## Живопись
Создает картины при помощи фотоаппарата и компьютерной графики. В его работах, неоднократно представленных на выставках в Германии и России, по-новому осмысляется традиция европейского символизма, в частности Франца фон Штука, Гюстава Моро, Жана Дельвиля. Картины Нольте использованы в оформлении каверов альбомов многих неофолк-исполнителей, к примеру Fire + Ice, Forseti, Leger des Heils.

## Уве Нольте и Россия
Проживал под Самарой в деревне Ширяево, известной в связи с именем художника Ильи Репина. Был женат на русской художнице немецкого происхождения Кристине Цибер. Нольте – большой ценитель русской культуры и часто гастролирует в России. Среди посещенных им городов Москва, Санкт-Петербург, Самара, Нижний Новгород, Казань, Красноярск, Архангельск, Воронеж. Нольте не только дает концерты на крупных площадках, но также по приглашениям выступает в университетах: Красноярском государственном университете, ПСТГУ. Целью данной деятельности музыкант считает восстановление дружеских отношений между Германией и Россией. В 2018 году Нольте посетил Россию с концертами в рамках тура «Мы братья!», где выступил на одной площадке с Moon Far Away, Darkwood, Agnivolok.

## Прочее
Среди друзей Нольте такие личности современной неофолк-сцены, как Майкл Мойнихэн (Blood Axis), Иэн Рид (Fire + Ice), Aндреас Риттер (Forseti); деятели немецкой культуры: поэт Рольф Шиллинг, которого Нольте называет своим учителем в поэзии, а также доктор философии и журналист Баал Мюллер, поэт и издатель Уве Ламмла.

## Дискография
C Orplid (Смотрите также статью Orplid)
- 1997: Orplid
- 1998: Heimkehr
- 1998: Das Schicksal (Vinyl)
- 1999: Geheiligt Sei Der Toten Name
- 2000: Orplid (Re-Edition)
- 2000: Barbarossa (Vinyl)
- 2002: Nächtliche Jünger
- 2002: Nächtliche Jünger (Vinyl)
- 2006: Sterbender Satyr
- 2007: Frühe Werke
- 2007: Frühe Werke (Sonderausgabe)
- 2008: Greifenherz
- 2020: Deus Vult

Noltex-релизы
- 1994: Rückgrat, „Am Tage des Herrn“ (MC)
- 1996: Rückgrat, „Freude und Leid“ (MC)
- 2003: Sonnentau, „Das Laub fällt von den Bäumen“ (Vinyl/Prophecy Prod.)
- 2004: Rückgrat „Freude und Leid“ (CD)
- 2004: Barditus, „Die letzten Goten“ (MCD)
- 2004: Barditus, „Schwarzer Heiland“ (MCD)
- 2005: Eichendorff, „Liedersammlung“ (CD u. a. mit Forseti, Sonne Hagal, Waldteufel)
- 2006: Diverse, „Forseti lebt“ (CD u. a. mit Death in June, Waldteufel)
- 2008: Rolf Schilling, „Gesang überm Quell“ (CD)

Компиляции
- Rückgrat, „Der Freie Wille“ (Riefenstahl-Sampler)

Стихотворения Уве Нольте, положенные на музыку
- Forseti, „Am Abend“ (CD „Jenzig“)
- Forseti, „Letzter Traum“, (CD „Windzeit“)
- Forseti, „Herbstabend“, (CD „Windzeit“)
- Forseti, „Müder Wanderer“, (CD „Erde“)
- Forseti, „Das Abendland“, (CD „Erde“)
- Von Thronstahl, „Noch blüht im Geist verborgen“, (CD „Imperium internum“)
- Stein, „Blume auf dem Felsenschorf“, (CD „Am Feld“)
- Christian Glowatzki, „Lied zur Nacht“, (CD „Die Zeit legt ab ihr altes Kleid“)
- Stern des Bundes, „Lichtmess“, (CD „NolteX-Werkschau“)
- Sonnenkind, „Flechte Blumen dir ins Haar“, (CD „NolteX-Werkschau“)

## Выставки
- 1996, Халле, Галерея Эзельсбруннен
- 2004, Хельдрунген, Вассербург
- 2005, Портленд (США), Галерея „Heathen Art“
- 2005, Халле, Галерея „Kontaktart“
- 2010, Самара, Галерея "Вавилон“
- 2011, Зуль, Культур-, Конгрессхолл
- 2013, Мерзебург, фонд „Ben zi Bena“
- 2015, Рюбеланд, Кройцмюле

## Пресса
- Немец с душой Парцифаля. Волжская коммуна. 17 апреля 2010.
- Кристина Цибер. Покорение Германии.
- http://mira1.ru/news/2457.
- Inszenierter Abfall durch farbiges Licht fixiert. Fotografisches von Uwe Nolte in der Galerie Alter Markt. In: Mitteldeutsche Zeitung. 24. Januar 1996.
- Jan Waetzold: Hallescher Musiker legt eigenen Gedichtband vor. In: BILD-Zeitung vom 10. Januar 2013.
- Jan Waetzold: Dichter Uwe Nolte meldet sich zurück. In: BILD-Zeitung vom 3. Januar 2015.
- Andreas Diesel, Dieter Gerten: . 2. Auflage. Index, 2007, ISBN 978-3-936878-02-8.
- Andreas Speit (Hrsg.): . Unrast Verlag, 2002, ISBN 3-89771-804-9.